# Ophiomusium regulare
Ophiomusium regulare is een slangster uit de familie Ophiolepididae.
De wetenschappelijke naam van de soort werd in 1936 gepubliceerd door Austin Hobart Clark.